# Bahnhof Bad Gastein
Der Bahnhof Bad Gastein ist ein Durchgangsbahnhof an der Tauernbahn in Bad Gastein im Bundesland Salzburg. Das Aufnahmsgebäude steht unter Denkmalschutz.

## Bahnsteige
Der Bahnhof hat drei Bahnsteige: den Hausbahnsteig 1 und die Bahnsteige 2/3, die durch einen Mittelbahnsteig getrennt sind. Außerdem gibt es noch mehrere Durchgangsgleise ohne Bahnsteig, die zum Passieren der Güterzüge gedacht sind.

## Aufnahmsgebäude
Das secessionistisch beeinflusste Aufnahms- oder Empfangsgebäude, das im Süden von Bad Gastein gelegen ist, wurde 1905 – so wie der gesamte restliche Bahnhof – im Zuge des Baus der Tauernbahn feierlich durch Kaiser Franz Joseph eröffnet. 

## Nutzung
Bahnverkehr
Der Bahnhof ist neben dem Aussehen auch aufgrund der Nutzung eine Seltenheit in Österreich, denn dieser Bahnhof wird – ebenso wie die Bahnhöfe Bad Hofgastein und Dorfgastein – ausschließlich von Fernverkehrszügen (InterCity, EuroCity, Railjet und ICE) im Zweistundentakt bedient. Diese verkehren auf der Relation Klagenfurt – Salzburg. Einzelne Züge verkehren über Salzburg hinaus bis München bzw. Frankfurt oder Dortmund. 
Auch ein EuroNight-Zugpaar nach Zagreb bzw. Stuttgart/Zürich hält einmal täglich in der Nacht in Bad Gastein. Weitere Nachtzüge passieren jedoch den Bahnhof ohne Halt.
Busverkehr
Am Bahnhof Bad Gastein halten außerdem zwei Buslinien der Region Gasteinertal:
- 550: Sportgastein – Böckstein – Bad Gastein – Bad Hofgastein – Dorfgastein (– Lend/Salzach) – Loifarn – Schwarzach im Pongau – St. Johann im Pongau
- 555: Böckstein – Bad Gastein – Bad Hofgastein

## Sonstiges
Die Bahnhöfe Bad Gastein,  Schwarzach-St. Veit, Bad Hofgastein und Dorfgastein werden bis 2027 modernisiert.